# Militant A
Militant A, pseudonimo di Luca Mascini (Roma, 21 settembre 1966), è un rapper e scrittore italiano, leader degli Onda Rossa Posse e degli Assalti Frontali.
Mascini viene considerato un rappresentante e pioniere del rap politicizzato in Italia.

## Biografia

### Gioventù
Luca Mascini nasce a Roma, nel quartiere Casal Bruciato, da madre francese, Marguerite, detta Gait, originaria di Brest, in Bretagna e professoressa di matematica all’istituto Meucci di Pietralata (a cui dedicherà la canzone Brest) e padre romano, Marco, professore di chimica alla Sapienza.
Dopo aver scoperto l'hip-hop grazie a un amico, durante il liceo frequenta i collettivi degli studenti medi di Via dei Volsci nel Liceo scientifico statale Plinio Seniore. In questo contesto conosce Castro X, con cui inizia a scrivere canzoni e fonda gli Onda Rossa Posse.
Dal 1987 lavora per Radio Onda Rossa trasmettendo musica hip hop ogni martedì sera con la trasmissione Funk Theology, dal titolo di un pezzo di Shango, progetto di Afrika Bambaataa con Bill Laswell.
Si laurea intanto in economia e commercio.

### Onda Rossa Posse
Nel 1990 pubblica, assieme ai neonati Onda Rossa Posse, Batti il tuo tempo, unico album della band romana e primo disco rap in Italia, con testi dedicati ai centri sociali e al tema della lotta contro l’eroina. Al suo interno è contenuta la title track, scritta dopo lo sgombero del centro sociale Leoncavallo e la resistenza del 16 agosto 1989. Altro brano contenuto nel disco è Omaggio a Sante, tratto da una poesia di Sante Notarnicola, appena uscito di prigione dopo più di venti anni di detenzione. La canzone Batti il tuo tempo viene preso a modello dal movimento studentesco la Pantera.

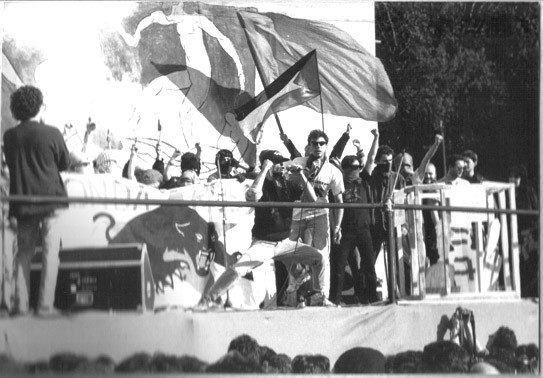
Onda rossa posse 3 febbraio 1990 in Piazza del Popolo

Coinvolto nelle prime occupazioni dei centri sociali a Roma, Militant A organizza concerti e sound system al CSOA Forte Prenestino, al Blitz di Colli Aniene, al Ricomincio dal Faro di Magliana e al Breackout di Primavalle. Prende anche parte a una serie di cortei come quello avvenuto in Piazza del Popolo il 3 febbraio 1990 per contestare la politica di restaurazione culturale del governo.

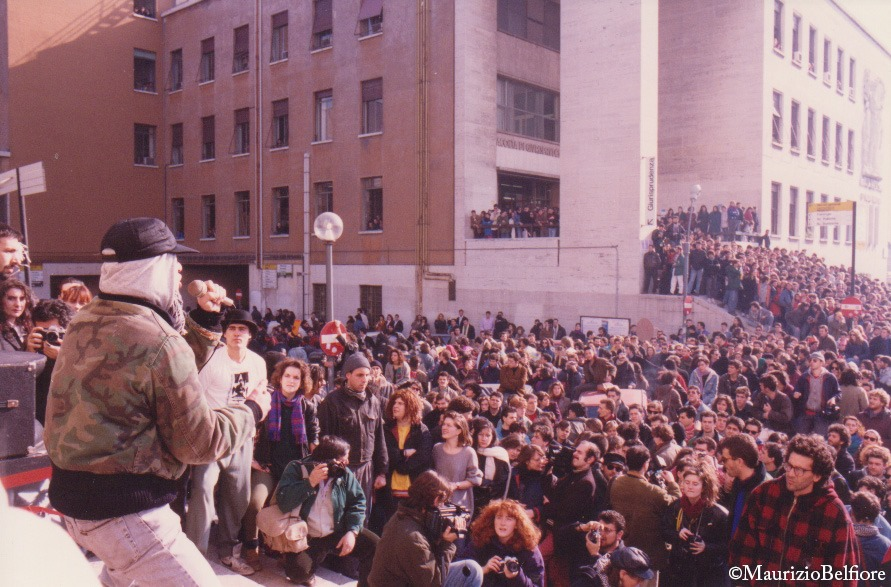
Gli Onda Rossa Posse durante un corteo (24 gennaio 1990)

### Assalti Frontali e altre collaborazioni
Nel novembre 1990 gli Onda Rossa Posse si sciolgono e Militant A fonda, dalle loro ceneri, gli Assalti Frontali.
L'album di debutto Terra di nessuno, pubblicato nel 1992, è dedicato a Cheecky P, nome d'arte di Paola Bonanni, compagna di Mascini e componente del gruppo morta nella notte tra il 4 e il 5 aprile dell'anno precedente in un incidente d'auto.
Nel mentre, durante il gennaio 1991, coinvolge la scena romana nel progetto Uniti contro la Guerra – Baghdad 1.9.9.1., che si oppone alla Guerra del Golfo.
Nel 1993 Militant A partecipa alla colonna sonora del film Sud di Gabriele Salvatores scrivendo l’omonima canzone che apre la pellicola ma rinunciando a far parte dell’album perché in conflitto con le major e quindi con la Sony che produceva il disco. La canzone esce solo in formato 45 giri e per l'etichetta privata La cordata.
Nel 1996 esce Conflitto, interamente registrato nel CSAO Forte Prenestino e distribuito dal quotidiano Il manifesto. L'album venne prodotto da Don Zientara, produttore americano che la band ebbe modo di conoscere suonando al Forte Prenestrino.
Nel 1998 gli Assalti Frontali firmano un contratto con la BMG per registrare tre dischi. Tuttavia, dopo l'uscita di Banditi, album raro e considerato un cult dai fan del gruppo, il gruppo interrompe la collaborazione con l'etichetta.
Nel frattempo, Mascini pubblica la biografia del gruppo Storie di assalti frontali (1997), edito da DeriveApprodi.
Nel 2004, il rapper torna alla distribuzione del Il manifesto pubblicando l’album Hic Sunt Leones con i Brutopop. L’album contiene Rotta indipendente che descrive i fatti del G8 di Genova. La canzone viene premiata per il miglior testo durante l'MC Giaime nel 2005.
Nel 2006 pubblica Mi sa che stanotte..., a Torino nello studio Casasonica di Max Casacci, con Bonnot produttore e Pol G e Glasnost soci al microfono. L’album vince il premio PIMI, premio italiano della musica indipendente organizzato al Mei di Faenza Meeting delle etichette indipendenti come “Miglior album indipendente dell’anno”.
Nel 2008 pubblica Un'intesa perfetta.
Nel 2010 scrive l’album Profondo rosso le cui tematiche sono molto influenzate dal suo attivismo nella scuola Iqbal Masih di Roma, dove dà vita a un laboratorio di inclusione dei bambini rom scacciati dai loro insediamenti (Roma meticcia e Sono cool questi rom) e anche da un viaggio a Lampedusa con una delegazione di rapper in solidarietà con i migranti (Lampedusa lo sa).
Nel 2014 pubblica il secondo libro Soli contro tutto, uscito per la Editori Internazionali Riuniti.
Militant A ha promosso con i comitati cittadini la festa Ritorno al lago che combatte, organizzata per sei edizioni al fine di valorizzare la zona del Lago Ex Snia di Roma, ove avvengono presunti tentativi di speculazione edilizia. Il rapper descriverà gli eventi nella sua canzone Il lago che combatte del 2014, scritta con Il Muro del Canto, e in un suo omonimo libro uscito cinque anni dopo.
Il 27 gennaio 2017 muore l'amica Simonetta Salacone. Militant A le dedica la canzone Simonetta. Nello stesso anno il Comune di Casale Monferrato gli assegna il Premio Vivaio Parco Eternot – Oscar della lotta all’amianto.
Nel 2018, Mascini pubblica il libro Conquista il tuo quartiere e conquisterai il mondo – La mia vita con il rap, incentrato sul suo attivismo.
In questo periodo conosce il sedicenne Lorenzo Falcione, nome di battesimo di Er tempesta, con cui scriverà Compagno Orso dedicata alla memoria di Lorenzo Orsetti e pubblicata nella raccolta 1990-2020Er Tempesta diventa un componente degli Assalti Frontali dal vivo alternandosi al microfono con il suo socio Pol G.
L'artista collabora con i rapper Principe, Easy One e Daddie Notch alla traccia 13.12, pubblicata nell'album Dead Poets 2 (2019) del romano DJ Fastcut.
Nell’aprile 2021 il giudice della corte costituzionale Nicolò Zanon prende a esempio la canzone Il rap della costituzione per raccontare la Costituzione alle nuove generazioni.
Nel 2021 è stato selezionato come autore della canzone Ng New Generation per la finale dello Zecchino d'Oro. Con il Piccolo Coro dell’Antoniano realizza anche la canzone Gol Gol Rap.
Il 15 luglio 2022 pubblica l’album Courage. I titolo in francese della title track è un omaggio alla madre scomparsa nel 2021.
Militant A il 20 luglio 2023 pubblica il suo quinto libro Cambiare il mondo con il rap - Il mio laboratorio (Momo edizioni). Il racconto in presa diretta dei laboratori rap nelle scuole elementari, medie e superiori.
Il 14 giugno 2024 è uscito il film documentario sugli Assalti Frontali Una vita all'assalto, regia di Paolo Fazzini e Francesco Principini. Presentato al Biografilm di Bologna, ha vinto il premio del pubblico.
Il 13 dicembre 2024 è uscito il disco Notte Immensa, decimo in studio di Assalti frontali (undicesimo per Militant A considerando Onda Rossa Posse).
Il 31 maggio 2025, è uscito il singolo Raperendum, realizzato insieme a
Mastafive, che parlava dei referendum su lavoro e cittadinanza del giugno seguente.

## Vita privata
Mascini ha tre figli.
Nel prologo del suo libro Conquista il tuo quartiere e conquisterai il mondo, svela di soffrire di acufene a causa dei traumi acustici subiti in trent’anni di attività musicale e di aver avuto il disvelamento dopo un concerto a Firenze. Ciò lo ha costretto, per un certo periodo della sua vita, a curarsi e interrompere i concerti.

## Discografia

### Con gli Onda Rossa Posse

#### Album in studio
- 1990 - Batti il tuo tempo
- 1991 - Baghdad 1.9.9.1.

### Con gli Assalti Frontali

#### Album in studio
- 1992 - Terra di nessuno[19]
- 1996 - Conflitto[19] rimasterizzate allo Sterling Sound studio di New York.
- 1999 - Banditi
- 2004 - HSL
- 2006 - Mi sa che stanotte...
- 2008 - Un'intesa perfetta
- 2011 - Profondo rosso
- 2016 - Mille gruppi avanzano
- 2022 - Courage
- 2024 - Notte Immensa

#### Album di remix
- 1996 - Assalti Frontali Remix
- 2000 - Banditi 2000
- 2005 - HSL-R

#### Singoli
- 1993 - Sud
- 1997 - In movimento
- 2017 - Piazza Indipendenza
- 2018 - Fino all'alba
- 2019 - Simonetta
- 2020 - Fuoco a Centocelle
- 2025 - " Raperendum"

#### Raccolte
- 2012 - Let's Go. Senza lotta non so essere felice
- 2020 - 1990-2020

### Con i Brutopop

#### Album in studio
- 2004 - HSL (Hic Sunt Leones)

### Con artisti vari

#### Album in studio
- 1993 - Fuori da Rebibbia (27-6-1993)

#### Extended play
- 1991 - Baghdad 1.9.9.1.

## Opere
- Storie di assalti frontali, 1997 (Castelvecchi)
- Il viaggio della parola – La potenza del linguaggio zapatista, 2001 (DeriveApprodi)
- Soli contro tutto, 2014 (Editori Internazioni Riuniti)
- La storia dell’orso Bruno, 2017 (Round Robin junior edizioni)
- Conquista il tuo quartiere e conquisterai il mondo, 2018 (Goodfellas edizioni)
- Il lago che combatte, 2019 (Momoedizioni)
- Cambiare il mondo con il rap - Il mio laboratorio, 2023 (Momo edizioni)